# 1116 (album)
Albums de THE Possible
2 Shiawase no Akashi
(2012)
Compilations par THE Possible
Aratame Mashite, The Possible Desu!
(2013)
Singles
1116 est le troisième album original complet du groupe de J-pop THE Possible.

## Présentation
L'album sort le 3 septembre 2014 au Japon sous le label Victor Entertainment. Il arrive 55e à l'Oricon et reste classé 2 semaines.

## Liste des titres
1. Reborn (りぼん?)
2. Do Me! Do!
3. Lovely! Lovely!
4. Otome! Be Ambitious! (乙女! Be Ambitious!?)
5. Nanja Korya?! (Vocal Nude Version) (なんじゃこりゃ?! (ボーカルヌードバージョン)?)
6. Yuuki Super Ball! (Album Version) (勇気スーパーボール! (アルバムバージョン)?)
7. Sakura (さくら?)
8. Nanka Sungoi Koto mo Dekiso da Zou! (なんかすんごい事もできそーだぞーう!?)
9. Koi ga Dancing! (恋がダンシン!?)
10. Eien Fireball (永遠ファイヤーボール?)
11. Sa Koi! Happiness! (さぁ来い!ハピネス!?)
12. Zenryoku Banzai! My Glory! (全力バンザーイ!My Glory!?)
13. Itoshisa no Kasanete (愛しさを束ねて)?)